# Сен-Набор-сюр-Об
Сен-Набо́р-сюр-Об (фр. Saint-Nabord-sur-Aube) — коммуна во Франции, находится в регионе Шампань — Арденны. Департамент — Об. Входит в состав кантона Рамрюпт. Округ коммуны — Труа.
Код INSEE коммуны — 10354.
Коммуна расположена приблизительно в 145 км к востоку от Парижа, в 50 км южнее Шалон-ан-Шампани, в 28 км к северу от Труа.

## Население
Население коммуны на 2008 год составляло 129 человек.
| 1962 | 1968 | 1975 | 1982 | 1990 | 1999 | 2008 |
| ---- | ---- | ---- | ---- | ---- | ---- | ---- |
| 81   | 85   | 100  | 96   | 131  | 122  | 129  |

## Экономика

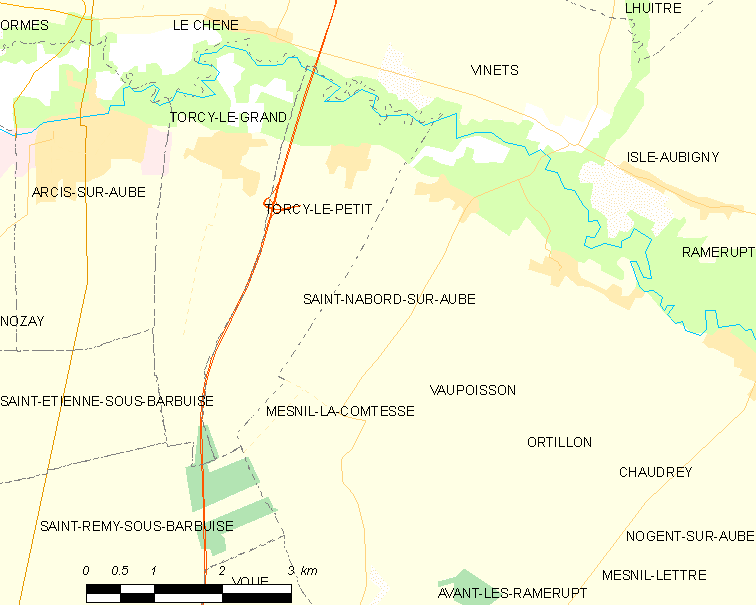
Карта коммуны

В 2007 году среди 85 человек в трудоспособном возрасте (15—64 лет) 65 были экономически активными, 20 — неактивными (показатель активности — 76,5 %, в 1999 году было 71,0 %). Из 65 активных работали 61 человек (35 мужчин и 26 женщин), безработных было 4 (0 мужчин и 4 женщины). Среди 20 неактивных 8 человек были учениками или студентами, 8 — пенсионерами, 4 были неактивными по другим причинам.